# Rubaniv, Talalaiivka
Rubaniv (în ucraineană Рубанів) este un sat în comuna Popovîcika din raionul Talalaiivka, regiunea Cernihiv, Ucraina.

## Demografie
Componența lingvistică a localității Rubaniv
     Ucraineană (87,5%)
     Rusă (12,5%)
Conform recensământului din 2001, majoritatea populației localității Rubaniv era vorbitoare de ucraineană (87,5%), existând în minoritate și vorbitori de rusă (12,5%).